# الکترولیت
اِلِکترولیت (به انگلیسی: Electrolyte) ماده حل شده یک محلول آبی که رسانایی الکتریکی آن بیش از آب خالص است. یک الکترولیت به‌طور کامل یا به‌طور جزئی در آب یونیده می‌شود. مواد حل شده کووالانسی که در محلول فقط به‌صورت مولکولی وجود دارند، رسانایی حلال را زیاد نمی‌کنند. این نوع مواد، غیرالکترولیت نامیده می‌شوند. در ضمن، الکترولیت‌ها به دو دسته تقسیم می‌شوند.
سوآنت آرنیوس در ۱۸۸۷ با توجه به این داده‌ها و نتیجه‌های حاصل از آزمایش‌های رسانایی الکتریکی، «نظریه شیمیایی الکترولیت‌ها» را ارائه کرد. صعود نقطه جوش محلول الکترولیت‌ها به‌طور نسبی، بالاتر از صعود نقطه جوش محلول ناالکترولیت‌ها در شرایط تساوی غلظت آن‌هاست برای نمونه در آهن گالوانیزه (آهن سفید) آب نقش الکترولیت را دارد.

## الکترولیت‌های قوی
این الکترولیت‌ها در محلول آبی به‌صورت کاملاً یونی هستند. چند نمونه از الکترولیت‌های قوی، هستند: {NaCl , MgSO4، Na2SO4، K3{Fe(CN)6.

## الکترولیت‌های ضعیف
ترکیب‌های کووالانسی قطبی اند که در محلول آبی، به‌طور ناقص تفکیک می‌شوند. رسانایی یک محلول 1M از یک الکترولیت ضعیف کم‌تر از رسانایی محلول 1m از یک الکترولیت قوی است. چند نمونه از الکترولیت‌های ضعیف، هستند: CH3COOH , NH3 و HgCl2.

## صعود نقطه جوش و نزول نقطه انجماد
صعود نقطه جوش و نزول نقطه انجماد محلول‌های رقیق الکترولیت‌ها با غلظت معین، متفاوت از صعود نقطه جوش و نزول نقطه انجماد محلول‌های غیرالکترولیت‌ها با همان غلظت است. چون یک مول NaCl، شامل ۲ مول یون است (یک مول +Na و یک مول -Cl) و خواص غلظتی به تعداد ذرات حل شده، نه به ماهیت آن‌ها، بستگی دارد، انتظار داریم که نزول نقطه انجماد محلول 1m NaCl دو برابر نزول نقطه انجماد یک محلول 1m از یک غیرالکترولیت باشد.
همچنین انتظار داریم که نزول نقطه انجماد یک محلول K2SO4 (شامل ۳ مول یون به ازای هر مول K2SO4) با غلظت معین، سه برابر نزول نقطه انجماد یک محلول غیرالکترولیت (که ماده حل شده در آن به یون تفکیک نمی‌شود) با همان غلظت باشد.